# Galgan
Galgan település Franciaországban, Aveyron megyében. Lakosainak száma 367 fő (2022. január 1.). Galgan Les Albres, Aubin, Drulhe, Montbazens, Peyrusse-le-Roc, Valzergues és Vaureilles községekkel határos.

## Népesség
A település népessége az elmúlt években az alábbi módon változott:
| Lakosok száma | 505  | 417  | 324  | 347  | 353  | 359  | 373  | 373  | 374  | 367  |
|               | 1968 | 1982 | 1999 | 2006 | 2011 | 2015 | 2017 | 2018 | 2020 | 2022 |